# Ken Kavanagh
Thomas Kenrick Kavanagh (Melbourne, Austrália, 12 de dezembro de 1923 - 26 de novembro de 2019) foi um automobilista australiano que participou dos Grandes Prêmios de Mônaco e da Bélgica de Fórmula 1 em 1958.